# Jaylon Smith
Jaylon Smith (Fort Wayne, 14 giugno 1995) è un giocatore di football americano statunitense che milita nel ruolo di linebacker per i Las Vegas Raiders della National Football League (NFL). Al college ha giocato con Notre Dame.

## Carriera universitaria
Smith giocò college football dal 2013 al 2015 per l'Università di Notre Dame con i Fighting Irish che competono nella Football Bowl Subdivision della National Collegiate Athletic Association (NCAA). Nel suo ultimo anno fu premiato come All-American e vinse il Butkus Award come miglior linebacker nel football universitario. Durante il Fiesta Bowl tuttavia subì un gravissimo infortunio rompendosi due legamenti del ginocchio.

## Carriera professionistica

### Dallas Cowboys
Smith, malgrado la possibilità di dover perdere l'intera prima annata per ristabilirsi dopo l'infortunio subito, fu scelto nel corso del secondo giro (34º assoluto) del Draft NFL 2016 dai Dallas Cowboys.

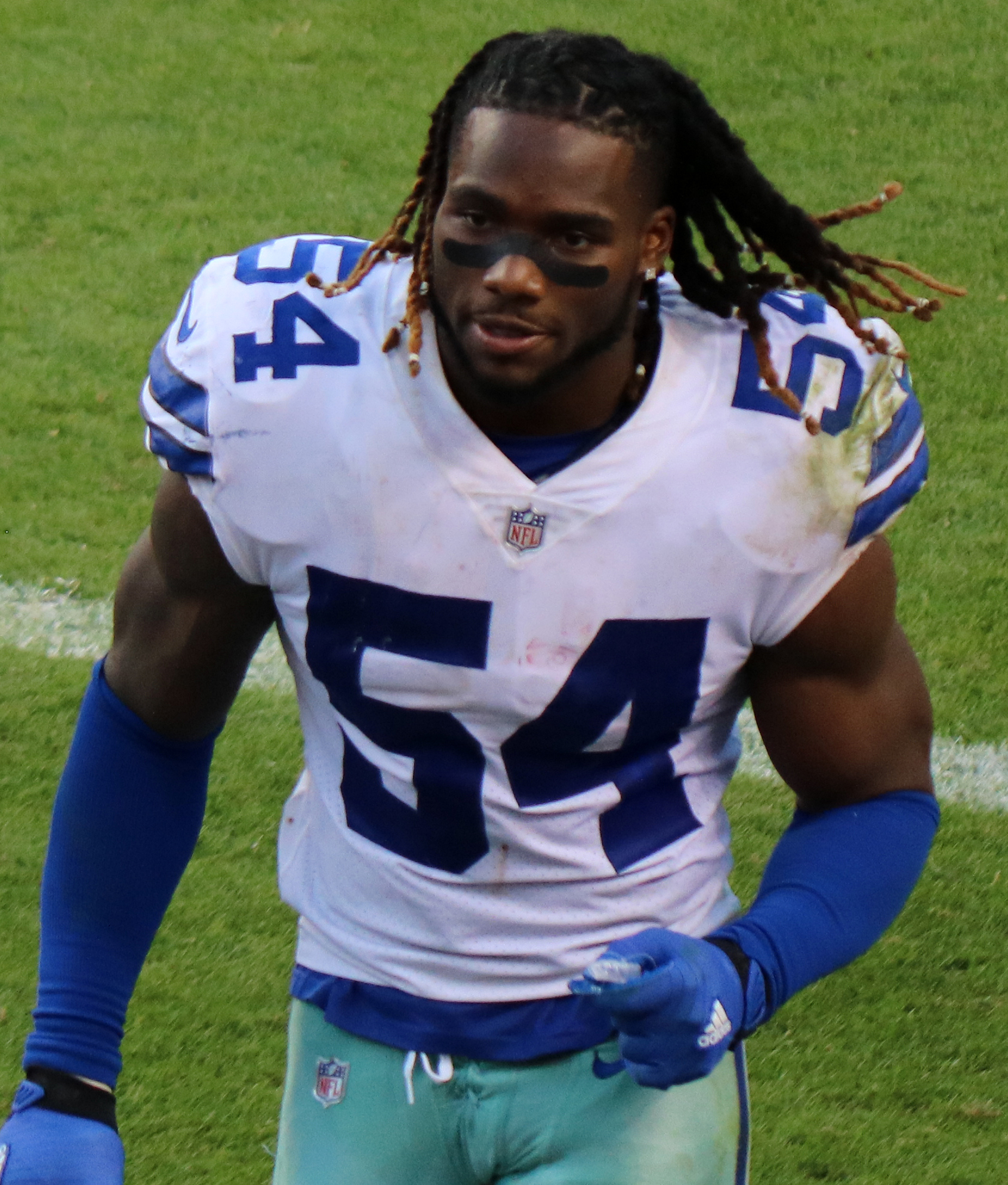
Smith nel 2017

Smith effettivamente saltò la stagione 2016 debuttando come professionista nella stagione 2017 partendo come titolare nella gara del primo turno contro i New York Giants in cui mise a segno 7 tackle e forzò un fumble. Il primo sack in carriera lo fece registrare nella settimana 7 su C.J. Beathard dei San Francisco 49ers. La sua prima vera annata si concluse disputando tutte le 16 partite, con 81 tackle e 2 fumble forzati.

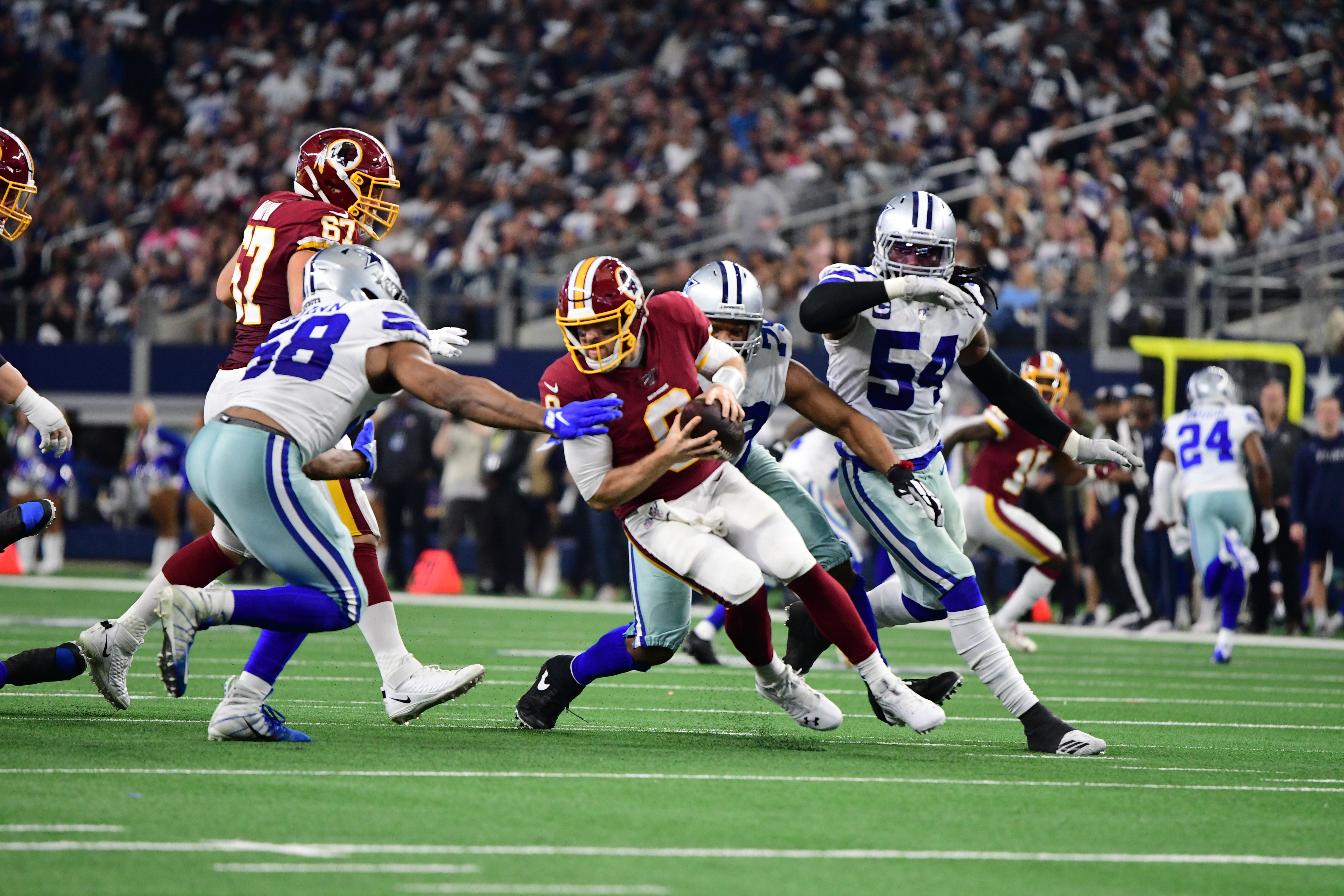
Smith (col numero 54) in azione contro Washington nel 2019

Nel 2019 Smith fu convocato per il suo primo Pro Bowl al posto dell'infortunato Luke Kuechly dopo avere messo a segno 142 tackle, 2,5 sack, il primo intercetto in carriera e 2 fumble forzati.
Nel 2020 Smith si classificò secondo nella NFL con 154 tackle.
Prima dell'avvio della stagione 2021 Smith annunciò il cambio di numero di maglia dal 54 al 9 avuto al college: ciò provocò l'irritazione tra i tifosi che consideravano quel numero del ex quarterback Tony Romo e inoltre Smith dovette pagare le magliette invendute con il suo vecchio numero.
Il 5 ottobre 2021 i Cowboys svincolarono Smith dopo che aveva rifiutato di rivedere il suo contratto dopo che era stato superato in squadra dal rookie Micah Parsons e dal veterano Keanu Neal. 
Scese in campo in stagione in quattro gare, due da titolare, mentre chiuse la sua carriera con i Cowboys con 68 presenze, 516 tackle, 9 sack, 2 intercetti, 6 fumble forzati e 5 fumble recuperati.

### Green Bay Packers
Il 7 ottobre  2021 Smith firmò con i Green Bay Packers. Il 2 novembre 2021 fu svincolato dopo aver giocato in due gare, collezionando un tackle in 27 snap difensivi.

### New York Giants
Il 17 dicembre 2021 Smith firmò con la squadra di allenamento dei New York Giants. Il 18 dicembre 2021 fu spostato nel roster attivo per la gara contro la sua ex squadra, i Dallas Cowboys. Il 20 dicembre 2021 fu promosso nel roster attivo. Terminò l'annata con quattro presenze, due da titolare, con 19 tackle, 1,0 sack e un passaggio deviato.
Il 20 settembre 2022 Smith rifirmò per la squadra di allenamento dei New York Giants. Il 1º ottobre 2022 fu promosso nel roster attivo per sostituire Austin Calitro. Concluse la stagione con 13 presenze, 11 da titolare, con 74 tackle, 1,0 tackle e un fumble recuperato.

### New Orleans Saints
L'11 agosto 2023 Smith firmò con i New Orleans Saints. Non rientrò nel roster attivo ad inizio stagione e il 29 agosto 2023 fu svincolato per poi essere aggregato alla squadra di allenamento il giorno successivo.

### Las Vegas Raiders
Il 2 novembre 2023 Smith lasciò la squadra di allenamento dei Saints per firmare con i Las Vegas Raiders. Esordì tre giorni dopo nella gara di settimana 9, la vittoria 30-6 contro i New York Giants, in cui giocò da subentrante e mise a segno due tackle. Il 22 novembre 2023 fu svincolato dopo aver fatto una sola presenza.

### Pittsburgh Steelers
Il 27 dicembre 2023 Smith firmò per la squadra di allenamento dei Pittsburgh Steelers, dove rimase fino al termine della stagione, non venendogli quindi rinnovato il contratto.

### Las Vegas Raiders (2° periodo)
Dopo non aver trovato una squadra per l'intera stagione 2024, il 12 maggio 2025 Smith rifirmò con i Raiders.

## Palmarès
- Convocazioni al Pro Bowl: 1

2019

## Vita privata
Jaylon ha un fratello maggiore Rod che ha giocato nella NFL dal 2015 al 2021 per cinque franchigie.